# Tupelče
Tupelče – wieś w Słowenii, w gminie Komen. W 2018 roku liczyła 58 mieszkańców.